# William Joensen

Wappen von William Michael Joensen

William Michael Joensen (* 8. Juli 1960 in Waterloo, Iowa, USA) ist ein US-amerikanischer Geistlicher und römisch-katholischer Bischof von Des Moines.

## Leben
William Joensen empfing am 24. Juni 1989 das Sakrament der Priesterweihe.
Am 18. Juli 2019 ernannte ihn Papst Franziskus zum Bischof von Des Moines. Der Erzbischof von Dubuque, Michael Owen Jackels, spendete ihm am 27. September desselben Jahres die Bischofsweihe; Mitkonsekratoren waren der Bischof von Sioux City, Ralph Walker Nickless, und der Bischof von Davenport, Thomas Robert Zinkula.